# Cindy Breakspeare
Cynthia Jean Cameron Breakspeare (ur. 24 października 1954 w Toronto, Kanada) – jako reprezentantka Jamajki została wybrana Miss World w 1976.
W 1978 roku w Kingston na Jamajce urodziła syna Damiana "Jr. Gong" Marleya, którego ojcem był Bob Marley.